# Ceratobaeus umari
Ceratobaeus umari är en stekelart som beskrevs av Muhammad Iqbal och Austin 2000. Ceratobaeus umari ingår i släktet Ceratobaeus och familjen Scelionidae. Inga underarter finns listade i Catalogue of Life.